# Ladiville
Ladiville – miejscowość i gmina we Francji, w regionie Nowa Akwitania, w departamencie Charente.
Według danych na rok 1990 gminę zamieszkiwało 128 osób, a gęstość zaludnienia wynosiła 18 osób/km² (wśród 1467 gmin regionu Poitou-Charentes Ladiville plasuje się na 865. miejscu pod względem liczby ludności, natomiast pod względem powierzchni na miejscu 988.).